# Fläckvingad myrfågel
Fläckvingad myrfågel (Myrmelastes leucostigma) är en fågel i familjen myrfåglar inom ordningen tättingar.

## Utseende
Fläckvingad myrfågel är en medelstor knubbig myrfågel med medellång stjärt. Hanen är enhetligt mellangrå med vita fläckar vingen. Honan är gråbrun ovan med mestadels grått huvud och rostfärgad undersida. Även honan har fläckar på vingen. 

## Utbredning och systematik
Fläckvingad myrfågel delas in i fyra underarter:
- M. l. leucostigma – förekommer från östra Venezuela (östra Bolivar) till Guyanaregionen och nordöstra Amazonområdet i Brasilien
- M. l. infuscatus – förekommer från östra Colombia till södra Venezuela och nordvästra Amazonområdet i Brasilien
- M. l. subplumbeus – förekommer från östra Colombia till västligaste Venezuela, nordöstra Peru och närliggande västra Brasilien
- M. l. intensus – förekommer i centrala Peru (Huánuco, Pasco, Junín och södra Ucayali)

## Levnadssätt
Fläckvingad myrfågel hittas i högrest skog i låglänta områden upp till 1000 meters höjd. Där uppträder den parvis och håller sig gömd i undervegetationen.

## Status och hot
Arten har ett stort utbredningsområde, men tros minska i antal, dock inte tillräckligt kraftigt för att den ska betraktas som hotad. Internationella naturvårdsunionen IUCN listar arten som livskraftig (LC).

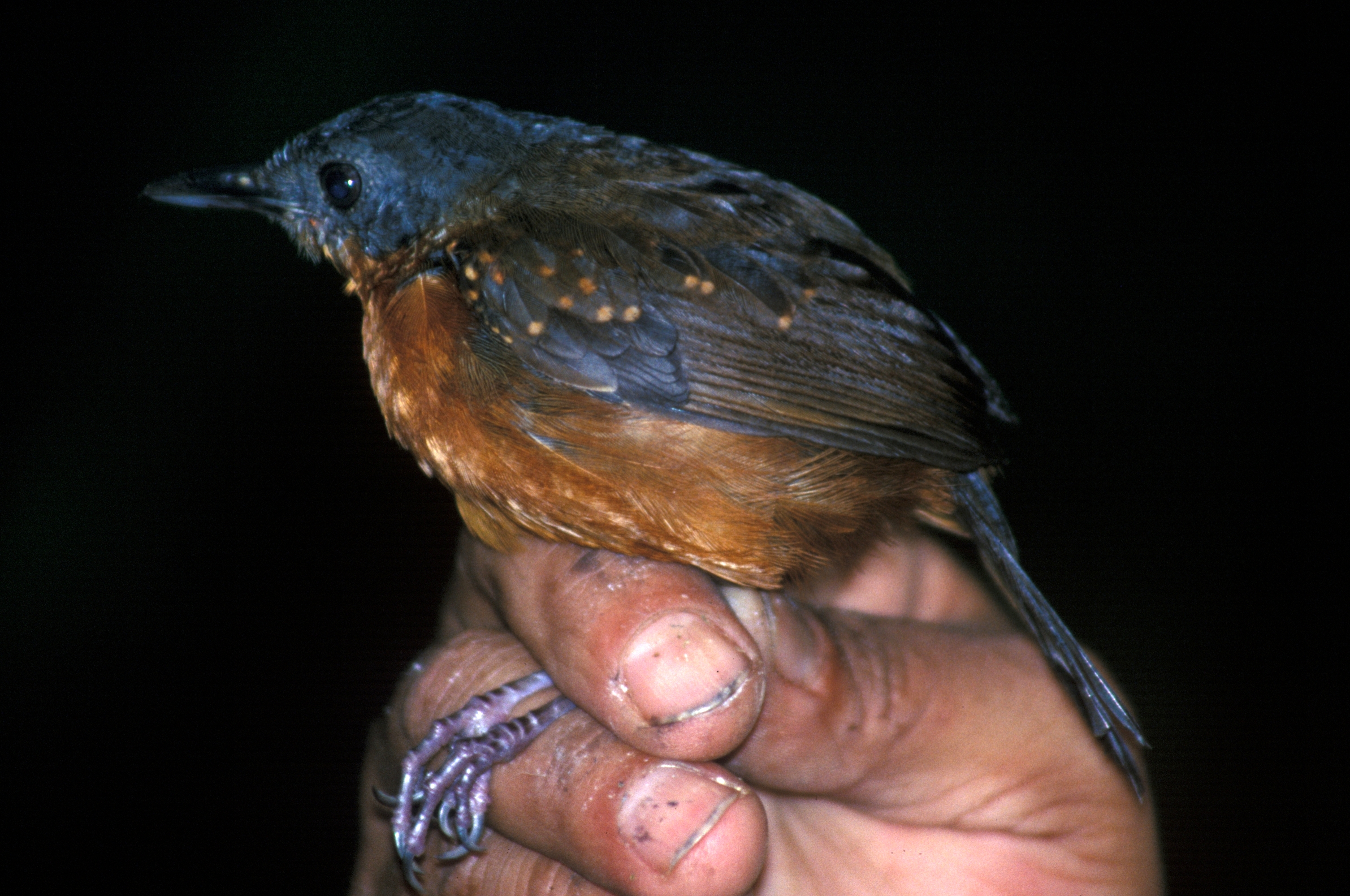